# Этаплигыткин
Этаплигыткин — озеро в Нижнеколымском районе Якутии, Россия. Расположено на крайнем севере Колымской низменности.
Площадь поверхности — 49 км². Площадь водосборного бассейна — 1230 км². Длина водоёма — 10 км, максимальная ширина — 8 км. Высота над уровнем моря — 0,8 м.
В озеро впадает Ватапваам, берущая начало в болотах к западу. Вытекает из Этаплигыткина также река Ватапваам, в дальнейшем впадая в озеро Илиргыткин, из которого далее течёт через озеро Ватапваамгыткин в Восточно-Сибирское море.
Берега низкие, заболоченные, покрыты тундровой растительностью.

## Топографические карты
- Лист карты R-57-XV,XVI оз. Илиргыткин. Масштаб: 1 : 200 000. Состояние местности на 1973 год. Издание 1989 г.